# Curtiss R2C
Curtiss C2R là một loại máy bay đua được thiết kế cho Hải quân Hoa Kỳ năm 1923.

## Quốc gia sử dụng
Hoa Kỳ
- Hải quân Hoa Kỳ
- Lục quân Hoa Kỳ

## Tính năng kỹ chiến thuật (R2C-1)
Đặc điểm tổng quát
- Kíp lái: 1
- Chiều dài: 19 ft 9 in (6.01 m)
- Sải cánh: 22 ft 0 in (6.74 m)
- Trọng lượng rỗng: 1.692 lb (767 kg)
- Trọng lượng có tải: 2.112 lb (958 kg)
- Động cơ: 1 × Curtiss D-12, 507 hp (378 kW)

Hiệu suất bay
- Vận tốc cực đại: 267 mph (430 km/h)
- Tầm bay: 173 dặm (279 km)
- Trần bay: 31.800 ft (9.695 m)
- Vận tốc lên cao: 2.380 ft/min (12,1 m/s)